# Vlaamse geit
De Vlaamse geit is een geitenras uit Vlaanderen. Het wordt als 'bedreigd' gekenmerkt en is opgenomen in de lijst van Steunpunt Levend Erfgoed.
De Vlaamse geit is ontstaan als een kruising tussen de Frankische bruine geit en de schapenkopgeit. Het ras werd oorspronkelijk vooral gefokt in de provincies Oost- en West-Vlaanderen en Brabant.

## Raskenmerken
Het gewicht varieert tussen 50-55 kg voor vrouwtjes en 60-65 kg voor bokken. Deze geit bereikt een schofthoogte van 60 - 65 cm voor vrouwtjes en 70 - 75 cm voor mannetjes. Vlaamse geiten hebben hoorns.
Vlaamse geiten kunnen tot 700 liter melk per seizoen produceren. Ze worden zo'n 12-15 jaar oud, bokken leven korter.
Qua beharing zijn sikken wenselijk en kragen toegestaan. De vacht is kort, behalve op de bovenlijn, borst en achterhand. Bij een bok is een bokkenpruik wenselijk. Selectievoorkeur gaat uit naar driekleurige dieren: buff-bruin-grijs, zwart en wit. Niet meer dan een derde van de vacht mag wit zijn.
Het postuur lijkt op dat van de Kempense witte geit. De Vlaamse geit is echter wat minder robuust en biedt een grotere verscheidenheid aan vachtkleuren.